# (35029) 1981 EM22
1981 EM22 (asteroide 35029) é um asteroide da cintura principal. Possui uma excentricidade de 0.16036260 e uma inclinação de 2.01035º.
Este asteroide foi descoberto no dia 2 de março de 1981 por Schelte J. Bus em Siding Spring.